# Oogkopvliegen
De oogkopvliegen (Pipunculidae) zijn een familie uit de orde van de tweevleugeligen (Diptera), onderorde vliegen (Brachycera). Wereldwijd omvat deze familie zo'n 22 genera en 1428 soorten. In Nederland zijn 9 soorten inheems.

## In Nederland waargenomen soorten
- Genus: Cephalops
  - Cephalops aeneus
  - Cephalops carinatus
  - Cephalops obtusinervis
  - Cephalops penultimus
  - Cephalops perspicuus
  - Cephalops semifumosus
  - Cephalops signatus
  - Cephalops straminipes
  - Cephalops subultimus
  - Cephalops ultimus
  - Cephalops varipes
  - Cephalops vittipes
- Genus: Cephalosphaera
  - Cephalosphaera furcata
  - Cephalosphaera germanica
- Genus: Chalarus
  - Chalarus basalis
  - Chalarus brevicaudis
  - Chalarus clarus
  - Chalarus decorus
  - Chalarus fimbriatus
  - Chalarus indistinctus
  - Chalarus latifrons
  - Chalarus perplexus
  - Chalarus proprius
  - Chalarus spurius
- Genus: Claraeola
  - Claraeola clavata
  - Claraeola halterata
  - Claraeola melanostola
- Genus: Clistoabdominalis
  - Clistoabdominalis ruralis
- Genus: Dasydorylas
  - Dasydorylas horridus
- Genus: Dorylomorpha
  - Dorylomorpha aczeli
  - Dorylomorpha albitarsis
  - Dorylomorpha anderssoni
  - Dorylomorpha beckeri
  - Dorylomorpha confusa
  - Dorylomorpha extricata
  - Dorylomorpha fennica
  - Dorylomorpha hackmani
  - Dorylomorpha hungarica
  - Dorylomorpha imparata
  - Dorylomorpha incognita
  - Dorylomorpha infirmata
  - Dorylomorpha occidens
  - Dorylomorpha rufipes
  - Dorylomorpha xanthopus
- Genus: Eudorylas
  - Eudorylas arcanus
  - Eudorylas coloratus
  - Eudorylas fascipes
  - Eudorylas fuscipes
  - Eudorylas fusculus
  - Eudorylas inferus
  - Eudorylas jenkinsoni
  - Eudorylas kowarzi
  - Eudorylas longifrons
  - Eudorylas montium
  - Eudorylas obliquus
  - Eudorylas obscurus
  - Eudorylas ruralis
  - Eudorylas subfascipes
  - Eudorylas subterminalis
  - Eudorylas terminalis
  - Eudorylas zermattensis
  - Eudorylas zonatus
  - Eudorylas zonellus
- Genus: Jassidophaga
  - Jassidophaga beatricis
  - Jassidophaga pilosa
  - Jassidophaga setosa
  - Jassidophaga villosa
- Genus: Microcephalops
  - Microcephalops opacus
- Genus: Nephrocerus
  - Nephrocerus flavicornis
  - Nephrocerus lapponicus
  - Nephrocerus scutellatus
- Genus: Pipunculus
  - Pipunculus campestris
  - Pipunculus fonsecai
  - Pipunculus hertzogi
  - Pipunculus oldenbergi
  - Pipunculus spinipes
  - Pipunculus tenuirostris
  - Pipunculus thomsoni
  - Pipunculus varipes
  - Pipunculus zugmayeriae
- Genus: Tomosvaryella
  - Tomosvaryella cilitarsis
  - Tomosvaryella geniculata
  - Tomosvaryella kuthyi
  - Tomosvaryella littoralis
  - Tomosvaryella minima
  - Tomosvaryella sylvatica
- Genus: Verrallia
  - Verrallia aucta